# Euspilotus devius
Euspilotus devius är en skalbaggsart som beskrevs av Lewis 1909. Euspilotus devius ingår i släktet Euspilotus och familjen stumpbaggar. Inga underarter finns listade i Catalogue of Life.